# سليم بن بلقاسم
سليم بن بلقاسم (بالإنجليزية: Slim Ben Belgacem)‏ (مواليد 9 يوليو 1989 في تونس لاعب كرة قدم تونسي يجيد اللعب في خط الوسط. 

## روابط خارجية
- سليم بن بلقاسم على موقع قاعدة بيانات كرة القدم.إي يو (الإنجليزية)
- سليم بن بلقاسم على موقع Soccerway.com (الإنجليزية)
- سليم بن بلقاسم على موقع كووورة

سليم بن بلقاسم